# الی مک‌گرو
الی مک‌گرو (انگلیسی: Ali MacGraw؛ زاده ۱ آوریل ۱۹۳۹) هنرپیشه، مانکن، مؤلف و فعال حقوق حیوانات اهل ایالات متحده آمریکا است.

## زندگی‌نامه
با نام تولد الیزابت آلیس مک‌گرو (به انگلیسی: Elizabeth Alice MacGraw) در ۱ آوریل ۱۹۳۹ در پاند ریج، نیویورک زاده شد. الی مک‌گرو قبل از بازی در فیلم به مشاغل مختلفی همچون دستیار فیلمبردار، مدل لباس، دکوراتور داخلی و بازی در چند آگهی بازرگانی پرداخته بود.

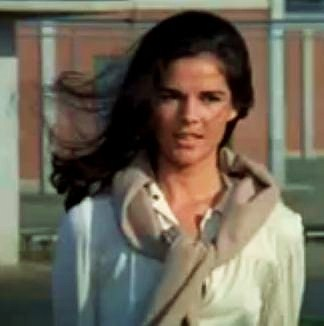

در سال ۱۹۶۹ با بازی در فیلم خداحافظ کلمبوس توجهات را به طرف خود جلب کرد. اما نقش جنیفر در فیلم داستان عشق (۱۹۷۰) بود که درهای شهرت و محبوبیت را بروی او باز کرد. الی مک‌گرا و رایان اونیل با بازی در این فیلم به محبوبیت و شهرتی افسانه‌ای دست یافتند که هر بازیگر آرزوی آن را داشتند. مک‌گرو به خاطر این فیلم نامزد دریافت جایزه اسکار بهترین بازیگر نقش اول زن و برندهٔ جایزه گلدن گلوب بهترین بازیگر زن فیلم درام شد و به دنبال آن عکس او بر صفحهٔ اول مجله تایمز جای گرفت.
در سال ۱۹۷۲ در فیلم گریز (این فرار مرگبار) با استیو مک‌کوئین همبازی شد و در طول بازی در این فیلم بود که رابطهٔ عاشقانه او با استیو مک کوئین شروع شد و اَلی از همسرش رابرت اوانز که تهیه‌کننده فیلم بود، طلاق گرفت و در سال ۱۹۷۳ با استیو مک‌کوئین ازدواج کرد.
پس از ۵ سال زندگی جنجالی، در سال ۱۹۷۸ پس از اینکه شایعات مربوط به درگیری عاطفی استیو با مانکنی به نام باربارا مینتی (که استیو عکس او را در یک آگهی تجاری دیده بود) در افواه پیچید، آن دو از هم جدا شدند و الی مک‌گرو که در این چند سال فیلمی بازی نکرده بود دوباره بازی در فیلم و سریال‌های تلویزیونی را شروع کرد. الی مک‌گرا جمعاً ۳ بار ازدواج کرد.
او در سال‌های اخیر به فعالیت‌های انسان دوستانه برای حفظ حقوق حیوانات روی آورده و تلاش زیادی را در این زمینه انجام می‌دهد. از سال ۱۹۹۴، الی مک‌گرو در سنتافه، نیومکزیکو زندگی می‌کند.

## گزیده فیلم‌شناسی
از فیلم‌ها یا برنامه‌های تلویزیونی که وی در آن نقش داشته‌است می‌توان به آثار زیر اشاره کرد.
- خداحافظ کلمبوس (۱۹۶۹)
- داستان عشق (۱۹۷۰)
- گریز (۱۹۷۲)
- اسکورت (۱۹۷۲)
- بگو چی می‌خوای (۱۹۸۰)
- برگزیدهٔ جنایت (۱۹۸۶)
- بروس را بگیر (۱۹۹۹)